# Memorial de Minas del Prado
El Memorial de Minas del Prado es un monumento ubicado en el pueblo de Minas del Prado de la comuna de Coihueco, en la Región de Ñuble, Chile. Está dedicado a dos integrantes del Movimiento de Izquierda Revolucionaria asesinados en el lugar y hechos desaparecer, durante la dictadura militar chilena de Augusto Pinochet.

## Historia

### Viaje
Tras la emboscada del Puente Niblinto realizada por Carabineros de Chile a militantes del Movimiento de Izquierda Revolucionaria, cual cobró la vida de dos personas, el resto del grupo escapó del sitio adentrándose bajo el puente, a la orilla del río Cato e internándose en un terreno recién arado. Una vez adentrados en el sector de Calabozo de la comuna de Coihueco y tras días sin poder dormir bien, el líder Rubén Varas Aleuy ordena a Jorge Vera González que fuera a la Escuela N°18 de Calabozo para encontrar a María Elena González Inostroza o a "Paco", otro integrante del movimiento, sin embargo Vera González se entera por un campesino que Paco había huido debido al constante patrullaje de Carabineros, es por eso que finalmente decide retornar a Chillán cuidando de no ser visto.
Mientras tanto en la localidad de Minas del Prado, Carabineros había sembrado el temor en el pueblo, diciendo que unos miristas llegarían a la localidad para bombardearla si alguien prestaba ayuda a ellos. José Romero Lagos y Rubén Varas Aleuy emprenden viaje a Minas del Prado donde debían encontrar a Eduardo Matus, otro integrante del movimiento y trabajador de Conaf, punto de destino del viaje original que tenían propuesto antes de la emboscada en Niblinto, sin embargo, allí se enteran de que Matus había huido adentrándose a la cordillera con un regidor de Coihueco del Partido Comunista.

### Asesinato
Fue entonces que dejan una nota para Matus en la puerta de su hogar, indicando el sitio en que se resguardaban con sus pares. Dicha nota fue encontrada por un campesino, quien se la entregó a un latifundista que encarga una detención ciudadana en contra de Romero y Varas. Al ser encontrados, ambos son amenazados por los habitantes con palos y cuchillos, llevándolos a un galpón en la propiedad de quien organizó la detención. Allí fueron amarrados y torturados por los mismos campesinos con sus herramientas de trabajo, quienes además dan aviso a carabineros. Al llegar, estos tenían la orden de llevarlos con vida al Regimiento de Infantería n.º 9 "Chillán", pero una vez fuera del pueblo son asesinados por el carabinero Luis Valdés Castillo.
Sus cuerpos fueron encontrados por estudiantes del Colegio Seminario Padre Alberto Hurtado, quienes estaban pescando en el Río Cato, siendo enterrados en el lugar, de manera clandestina. Pero debido a la operación denominada Retiro de Televisores, los cuerpos son exhumados y hechos desaparecer.

### Memorial
El lugar de asesinato de Varas y Romero hoy es un memorial cual se encuentra a la sombra de un árbol y rodeado de otras animitas, cual consta de una piedra tallada con lo siguiente:

"Si estoy en tu memoria, soy parte de la historia. José Fernando Romero Lagos, Fecha de nacimiento: 30 de junio de 1951. Rubén Nelson Varas Aleuy, Fecha de nacimiento: 9 de agosto de 1952. Asesinados y hechos desaparecer el 15 de septiembre de 1973. Soñaron que la vida es posible de pie y no de rodillas"

Bajo dicha piedra tallada, existe una base de adoquines cual indica que es una obra del Proyecto Cultural de Memoria Histórica del Comité Verdad y Justicia de Ñuble.